# Tashilin
Tashilin (Tazhilin, ehemals Beco II) ist ein osttimoresischer Suco im Verwaltungsamt Zumalai (Gemeinde Cova Lima). Im Suco befindet sich der Sitz des Verwaltungsamts Zumalai.

## Geographie
Vor der Gebietsreform 2015 hatte Tashilin eine Fläche von 59,67 km². Nun sind es 59,82 km². Der Suco liegt im Westen des Verwaltungsamts Zumalai. Nordöstlich und östlich liegen die ebenfalls zu Zumalai gehörenden Sucos Zulo, Lepo, Fatuleto und Raimea. Der Fluss Mola folgt kurz vor seiner Mündung in die Timorsee einem Teil der Grenze zwischen Raimea und Tashilin. Westlich des Flusses Loumea, mit seinen Seitenarmen, Flussinseln und wechselndem Lauf, befindet sich das Verwaltungsamt Suai mit seinem Suco Beco (Beco I). Nordwestlich liegt der Suco Molop (Verwaltungsamt Bobonaro, Gemeinde Bobonaro), südlich die Timorsee.
In Tashilin liegen die vier Aldeias Basana, Baura Icun, Culu Oan und Galitaz (Tashilin).
Quer durch den Suco führt die südliche Küstenstraße, eine der wichtigsten Verkehrswege des Landes. An ihr liegen die Dörfer Baura Icun (Baordaikun), Tashilin, Galitaz (Galitas), Holgeda, Karetamute und etwas abseits Obugmil. Südlich liegt der Ort Culu Oan (Culu Uan, Kuluan, Kulu Oan). Grundschulen gibt es neben jener in Tashilin, in Obugmil und in Culu Oan.
Der Ort Tashilin liegt auf einer Meereshöhe von 92 m im Zentrum des Sucos. Im Ort gibt es eine Grundschule, die Escola Primaria Tashilin.
Beim Dorf Culu Oan gibt es einen Strand mit touristischen Potential.

## Einwohner

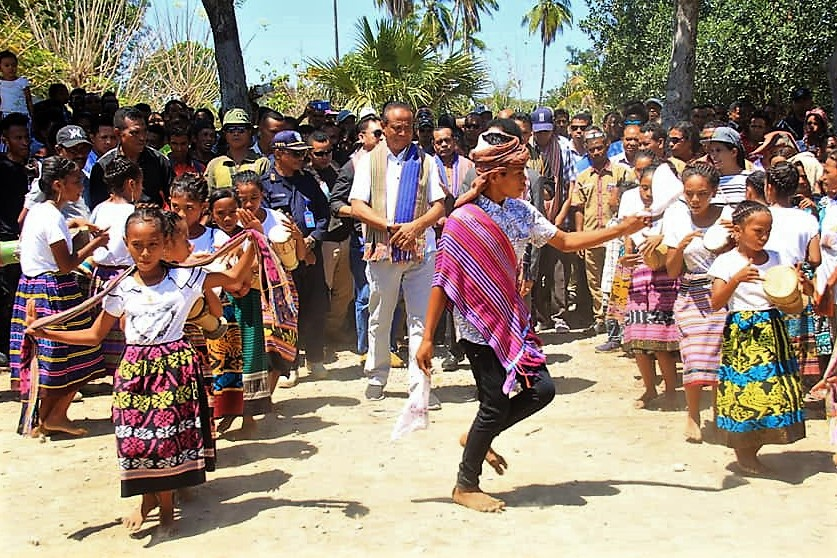
Kinder in Tracht bei einem Begrüßungstanz (2020)

In Tashilin leben 2.598 Einwohner (2022), davon sind 1.358 Männer und 1.240 Frauen. Im Suco gibt es 619 Haushalte. Knapp 82 % der Einwohner geben Bunak als ihre Muttersprache an. Über 15 % sprechen Tetum Prasa und kleine Minderheiten Tetum Terik, Dadu'a, Mambai oder Kemak.

## Geschichte
Während der Besetzung Osttimors durch Indonesien wurde eine Gruppe von Flüchtlingen im Januar 1978 am Fluss Mola von der indonesischen Armee angegriffen. Die wenigen Überlebenden des Massakers zogen sich nach Westen zurück.
Die pro-indonesische Miliz Mahidi verübte in der Zeit des Unabhängigkeitsreferendums 1999 im Raum des Ortes Zumalai verschiedene Gewalttaten. Am 25. Januar 1999 töteten die Milizionäre vier Menschen in Galitaz.
Am 15. August 2011 kam es zu Zusammenstößen zwischen Kampfsportgruppen aus Tashilin und Galitaz, bei denen mehrere Häuser niedergebrannt wurden. Ein Polizist wurde dabei erstochen. 2016 gewann Martinho Magno.

## Politik
Bei den Wahlen von 2004/2005 wurde Alexandre Pereira zum Chefe de Suco gewählt und 2009 in seinem Amt bestätigt.